# میرتل اسپرینگز، تگزاس
میرتل اسپرینگز (به انگلیسی: Myrtle Springs) یک منطقهٔ مسکونی در ایالات متحده آمریکا است که در تگزاس واقع شده‌است. میرتل اسپرینگز ۱۹٫۲ کیلومتر مربع مساحت و ۸۲۸ نفر جمعیت دارد.